# 艾丽·格林
艾丽·凯琳·格林（英語：Ally Cailin Green；1998年8月17日—），女子足球运动员，司职后卫，目前效力于AGF和新西兰国家女子足球队。她曾代表新西兰参加2024年夏季奥林匹克运动会女子足球比赛。